# Norman Bruce Hannay
Norman Bruce Hannay (* 9. Februar 1921 in Mount Vernon, Washington; † 2. Juni 1996 in Bremerton, Washington) war ein Chemiker an den Bell Laboratories.
Hannay erwarb 1942 einen Bachelor am Swarthmore College, 1943 einen Master. 1944 wurde er an der Princeton University bei Charles Phelps Smyth mit der Arbeit Resonance in unsaturated organic vapors from dipole moments promoviert, wo er auch kurzzeitig einen Lehrauftrag für Physik hatte und in das Manhattan Project involviert war. Ab 1942 arbeitete er als Chemiker in der Forschung bei den Bell Telephone Laboratories, wo er 1954 die Leitung der Halbleiter-Forschung übernahm. 1955 wurde er Leiter der Abteilung für physikalische Chemie, 1960 Direktor der dortigen chemischen Forschung, 1967 Direktor der Forschung in Materialwissenschaften und Ingenieurwesen und 1973 Vizepräsident für Forschung und Patente. 1982 ging Hannay in den Ruhestand.
N. Bruce Hannay konnte wesentlich zu dem modernen Verständnis der Festkörperphysik und -chemie beitragen. Seine Veröffentlichungen befassten sich mit Massenspektroskopie, Molekülstrukturen, Halbleitern, Supraleitern und Festkörperchemie. Arbeiten seiner Gruppe führten zur Entwicklung des Silicium-Transistors.
1975 wurde Hannay in die American Academy of Arts and Sciences gewählt, 1976 erhielt er die Acheson Medal der Electrochemical Society, deren Präsident er 1973/74 war. 1977 wurde er Mitglied der National Academy of Sciences. 1982 erhielt er die IRI Medal des Industrial Research Institute, dessen Präsident er 1974/75 war, 1983 die Perkin Medal der Society of Chemical Industry und 1986 die American Institute of Chemists Gold Medal. Hannay hielt Ehrendoktorate der Universität Tel Aviv (1978), des Swarthmore College (1981) und des Polytechnic Institute of New York (1983).
Hannay starb an einer Lungenentzündung. Er war verheiratet und hatte zwei Kinder.